# Communauté de communes du Pays de Serres en Quercy
Die Communauté de communes du Pays de Serres en Quercy ist ein französischer Gemeindeverband mit der Rechtsform einer Communauté de communes im Département Tarn-et-Garonne in der Region Okzitanien. Sie wurde am 31. Dezember 2013 gegründet und umfasst 22 Gemeinden. Der Verwaltungssitz befindet sich im Ort Lauzerte.

## Mitgliedsgemeinden
| Gemeinde                                           | Einwohner 1. Januar 2022 | Fläche km² | Dichte Einw./km² | Code INSEE | Postleitzahl |
| -------------------------------------------------- | ------------------------ | ---------- | ---------------- | ---------- | ------------ |
| Belvèze                                            | 221                      | 13,88      | 16               | 82016      | 82150        |
| Bouloc-en-Quercy                                   | 189                      | 14,81      | 13               | 82021      | 82110        |
| Bourg-de-Visa                                      | 389                      | 14,41      | 27               | 82022      | 82190        |
| Brassac                                            | 252                      | 20,37      | 12               | 82024      | 82190        |
| Cazes-Mondenard                                    | 1.226                    | 58,23      | 21               | 82042      | 82110        |
| Fauroux                                            | 182                      | 13,12      | 14               | 82060      | 82190        |
| Lacour                                             | 171                      | 14,33      | 12               | 82084      | 82190        |
| Lauzerte                                           | 1.447                    | 44,56      | 32               | 82094      | 82110        |
| Miramont-de-Quercy                                 | 307                      | 14,90      | 21               | 82111      | 82190        |
| Montagudet                                         | 197                      | 12,18      | 16               | 82116      | 82110        |
| Montaigu-de-Quercy                                 | 1.295                    | 76,44      | 17               | 82117      | 82150        |
| Montbarla                                          | 160                      | 7,38       | 22               | 82122      | 82110        |
| Roquecor                                           | 401                      | 20,55      | 20               | 82151      | 82150        |
| Saint-Amans-de-Pellagal                            | 214                      | 14,51      | 15               | 82154      | 82110        |
| Saint-Amans-du-Pech                                | 232                      | 6,76       | 34               | 82153      | 82150        |
| Saint-Beauzeil                                     | 113                      | 9,84       | 11               | 82157      | 82150        |
| Saint-Nazaire-de-Valentane                         | 311                      | 17,44      | 18               | 82168      | 82190        |
| Sainte-Juliette                                    | 126                      | 7,30       | 17               | 82164      | 82110        |
| Sauveterre                                         | 152                      | 17,40      | 9                | 82177      | 82110        |
| Touffailles                                        | 336                      | 24,34      | 14               | 82182      | 82190        |
| Tréjouls                                           | 221                      | 13,86      | 16               | 82183      | 82110        |
| Valeilles                                          | 244                      | 13,75      | 18               | 82185      | 82150        |
| Communauté de communes du Pays de Serres en Quercy | 8.386                    | 450,36     | 19               | –          | –            |